# Chuck Taylor All Star

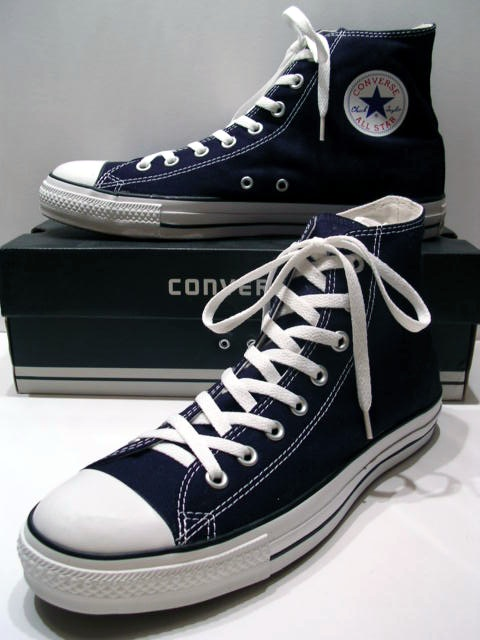
Une paire de Chuck Taylor All Star bleu marine.

Les Chuck Taylor All-Stars ou Converse All Stars (également appelées Converse, Chuck Taylors, All Stars ou Chucks) sont des  chaussures de sport, à l'origine en toile, produites par la marque américaine Converse. 
Conçues d'après les conseils du joueur de basket-ball Chuck Taylor, elles étaient initialement destinées à la pratique du basket-ball.

## Historique
La chaussure de sport Converse All star est créée le 14 février 1917 par la firme Converse Rubber shoe Company, implantée à Malden (Massachusetts). Elle est produite à l'époque uniquement en toile marron puis noire. 
Le modèle est par la suite amélioré par Chuck Taylor, un ancien joueur de Basket-ball devenu vendeur pour la marque. 
Avec l'aide de Chuck Taylor, des modifications ont pu être apportées pour répondre aux exigences liées à la pratique du basket-ball. 
La signature de Chuck Taylor apparaît dans les années 1930, c'est la première fois que le nom d'un sportif est associé à une marque.
Ce modèle de basket est produit aux États-Unis jusqu'au début des années 2000. En 2001, la production est délocalisée en Asie à la suite des difficultés financières de l'entreprise. En 2003, la marque Converse est rachetée par Nike.

## Phénomène de mode
Si aujourd'hui dans le milieu du basket-ball, les Chuck Taylor All Star ont été remplacées par des baskets plus récentes et performantes, elles se sont néanmoins largement popularisées en dehors de ce sport. Les Converse sont toujours vendues partout dans le monde et sont portées par de nombreuses célébrités,. Plus récemment, la candidate américaine Kamala Harris porte régulièrement des Converse durant la campagne présidentielle de 2020.

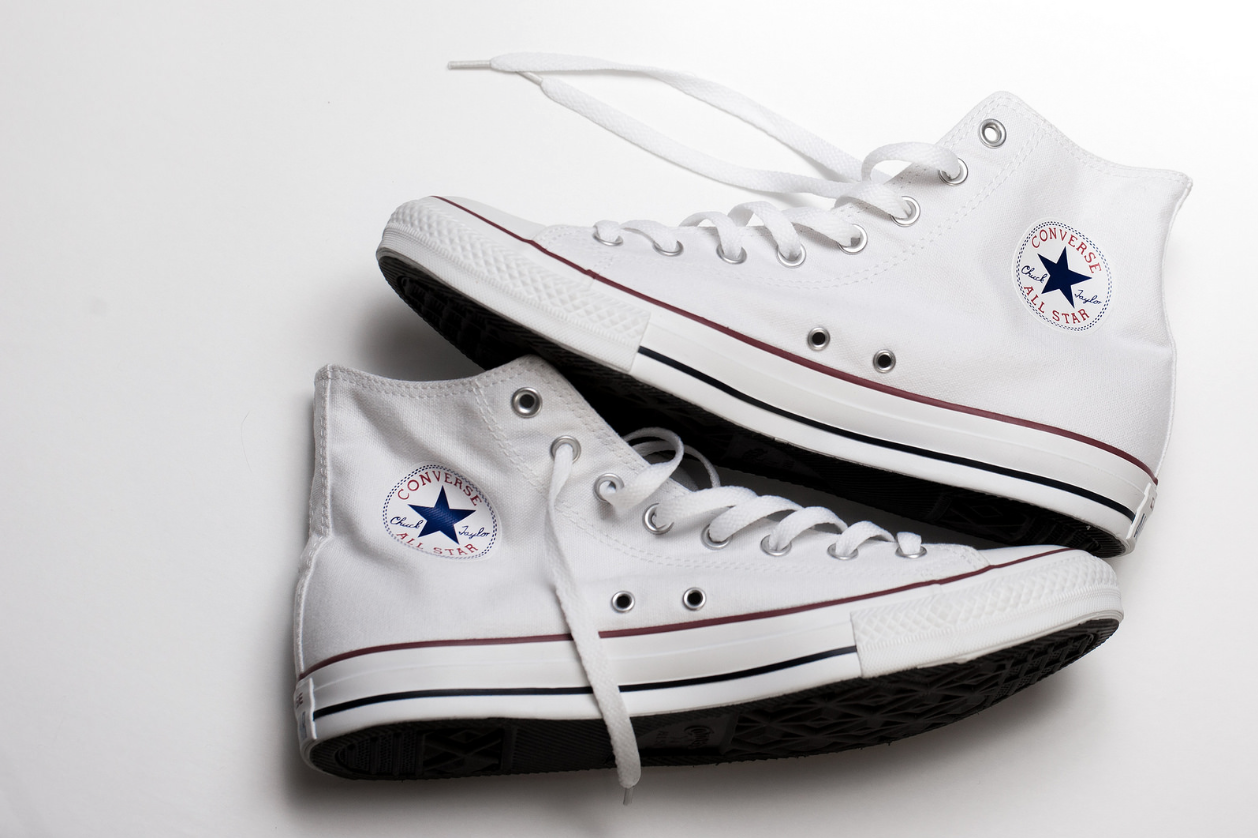
Des Converse blanches.

On trouve des modèles dans une multitude de couleurs, avec ou sans motifs, en toile ou en cuir. 
Le modèle est également associé au milieu du rock (rock indépendant, grunge, punk...) et a été porté par de nombreux artistes : The Rolling Stones, Sid Vicious, Joe Strummer, The Ramones, le groupe Blondie,  Kurt Cobain, Avril Lavigne, Green Day, The Strokes, Mac DeMarco...

### Dans les films
- La Tête à l'envers (Tall Story) : L'acteur Anthony Perkins porte des All Star blanches.
- West Side Story : Les personnages principaux portent des Converse.
- La Guerre des boutons : Lebrac porte des Converse.
- Rocky : Sylvester Stallone porte des Converse noires.
- Grease : Danny, les T-Birds et les sportifs chaussent des All Star.
- Les Guerriers de la nuit : Certains Warriors portent des All Star.
- Ça chauffe au lycée Ridgemont : Le personnage Mark Ratner a des Converse noires.
- Outsiders : Les personnages Johnny Cade et Ponyboy Curtis portent des Converse.
- The Breakfast Club : Le personnage Allison Reynolds porte des Converse noires.
- Retour vers le futur : Quand Marty McFly est poursuivi par Biff, il porte des Chuck Taylor All Star noires.
- Garçon choc pour nana chic : L'acteur John Cusack porte des Converse noires.
- Le Dernier Dragon : Le personnage Sho'nuff qui veut se battre, déclare : "Kiss my Converse".
- Stand by Me : Les personnages principaux portent des Converse.
- Jumeaux : Arnold Schwarzenegger porte des All star noires.
- L'Excellente Aventure de Bill et Ted : Les acteurs Keanu Reeves et Alex Winter portent des Converse.
- My Girl : Les jeunes acteurs dont Macaulay Culkin portent des Converse.
- Wayne's World et Wayne's World 2 :  Wayne et Garth portent des Converse.
- Le Gang des champions (The Sandlot) : Les personnages principaux portent des Converse.
- Rasta Rockett : Le personnage Sanka a des Converse rouges.
- Pulp Fiction : Butch (joué par Bruce Willis) porte des Chuck Taylor All Star beige.
- Toy Story : Sid le voisin qui maltraite les jouets porte des All Star noires.
- Basketball Diaries : Les personnages principaux, dont Leonardo DiCaprio et Mark Wahlberg, portent des Converse.
- Trainspotting : Mark Renton a des Converse beige.
- Anaconda, le prédateur : Ice Cube porte des Chuck Taylor All Star.
- Funny Games : Le personnage Paul porte des All Star blanches.
- Las Vegas Parano : Raoul Duke (Johnny Depp) porte des All Star beige.
- Le Fabuleux Destin d'Amélie Poulain : Le réparateur de photomaton porte des Chuck Taylor All Star rouges.
- Fast and Furious : L'acteur Paul Walker porte des All Star noires.
- Jackass, le film : Johnny Knoxville est vu avec des Chuck Taylor All Star.
- Harry Potter : Le célèbre personnage joué par Daniel Radcliffe porte souvent des Converse noires.
- Harry Potter et l'Ordre du phénix : Luna Lovegood possède des Converse.
- I, Robot :  Del Spooner, joué par Will Smith, chausse une paire de Chuck Taylor All Star noire en cuir.
- Esprit libre  : L'acteur principal (Matthew Goode) porte une paire de Converse noire.
- La Vie aquatique : L'actrice Cate Blanchett est vue avec une paire de Converse noire.
- Sin City :  Dwight McCarthy porte une paire de Converse rouge.
- Marie-Antoinette de Sofia Coppola : Lors d'une scène où se succèdent les paires de chaussures de Marie-Antoinette, une paire de Converse bleue est visible en arrière plan.
- Ratatouille : Linguini, fils d'Auguste Gusteau a des Converse rouges.
- Halloween : Le personnage central Michael Myers est vu portant des Converse.
- Percy Jackson : Le Voleur de foudre : Hermès porte des Chuck Taylor All Star noires.
- Les Voyages de Gulliver : L'acteur Jack Black qui interprète Lemuel Gulliver porte des Chuck Taylor noires.
- Wadjda : Le personnage principal, une jeune fille appelée Wadjda porte des Converse avec des lacets violets.
- The Amazing Spider-Man : Le Destin d'un héros : Andrew Garfield a des Converse noires.
- Still Alice : Kristen Stewart  a des Converse blanches.
- La Face cachée de Margo : Le personnage de Cara Delevingne porte des Converse noires.
- American Ultra : Jesse Eisenberg a des Converse orange.
- Baywatch : Alerte à Malibu :  Matt Brody (Zac Efron) a des Converse noires.
- Cinquante nuances plus claires : Anastasia Grey est vue avec des Converse.
- A Brighter Summer Day : Les divers écoliers portent des Converse noires.

### Personnages de séries télévisées vus avec des Converse
- Denis la petite peste : Denis porte des Chuck Taylor noires.
- L'Agence tous risques : H.M Murdock aka « Looping » joué par Dwight Schultz, l'un des personnages principaux, chausse une paire de Chuck Taylor All Star noire.
- Melrose Place : Billy Campbell
- The Lone Gunmen : Au cœur du complot :  Richard « Ringo » Langly porte des Chuck Taylor All Star noires.
- Doctor Who : Dans les saisons avec David Tennant principalement, le Docteur chausse trois paires différentes de Chuck Taylor All Star (une de couleur beige avec son costume marron, une de couleur bordeaux avec son costume bleu, et une paire de couleur noire).
- Les Frères Scott : Peyton Sawyer
- Newport Beach : Seth Cohen porte souvent des Converse de couleur noire.
- The Sarah Jane Adventures : Luke Smith, Clyde Langer
- Chuck : Le personnage principal Chuck Bartowski interprété par Zachary Levi, chausse tout le temps des Chuck Taylor All Star noires.
- Dr House : Gregory House joué par Hugh Laurie
- Entourage : Vincent Chase
- Heroes : Claire Bennet et Sylar
- Californication : Hank Moody
- Wilfred : Le personnage interprété par Elijah Wood porte régulièrement des Converse.
- Workaholics : Le personnage Blake porte des All Star noires.
- Esprits criminels :  Spencer Reid incarné par Matthew Gray Gubler porte souvent des Converse All Star noires.
- Believe : La jeune héroïne Bo Adams porte des Converse bleues.
- The Big Bang Theory : Leonard Hofstadter porte des Converse Chuck Taylor All Star noires à chaque épisode.
- Pretty Little Liars : Spencer Hastings, Emily Fields, Caleb Rivers
- American Horror Story : Tate Langdon (Saison 1)
- The Mindy Project : Dr Mindy Lahiri
- Flash : Barry Allen / Flash
- The Royals :  Princesse Eleanor Henstridge
- Mom : Christy Plunkett
- The Get Down :  Ezekiel et ses amis
- Stranger Things :  Jane Ives / « Onze »
- Riverdale :  Elizabeth « Betty » Cooper
- 13 Reasons Why :  Clay Jensen

### Jeu vidéo
- Brütal Legend : Le héros Eddy Riggs, et Ophélia, portent des Chuck Taylor All Star noires.
- The Last of Us : La protagoniste secondaire, Ellie Williams porte des Chuck Taylor All Star dans des teintes de roses et de rouges.
- The Last of Us Part II : La protagoniste principale, Ellie Williams porte des Chuck Taylor All Star durant la quasi-totalité du jeu. Lev, l'allié de l'antagonisme principale (Abby Anderson) porte également des Chuck Taylor All Star mais uniquement à Santa Barbara.

## Variantes
- Chuck basses (LO-Chucks) qui dégagent les chevilles ;
- Chuck montantes (HI-Chucks) qui cachent les chevilles ;
- Chuck extra-montantes (X-HI-Chucks), environ deux fois plus hautes que les précédentes ;
- Chuck montantes jusqu'aux genoux (Knee-HI-Chucks).
- Chuck à plateforme donc semelle de 4cm (Platform Lift)